# Sistema Español de Archivos
El Sistema Español de Archivos es el sistema archivístico que comprende el conjunto de órganos, centros, sistemas y medios que, mediante relaciones de cooperación y coordinación, actúan conjuntamente con la finalidad de desarrollar los servicios archivísticos para facilitar el acceso de los ciudadanos a los archivos públicos de España en los términos establecidos en la normativa general. 

## Real Decreto 1708/2011
Fue creado mediante el Real Decreto 1708/2011, de 18 de noviembre, donde se refleja el reparto de competencias entre el Estado y las comunidades autónomas fruto de la Constitución de 1978.
Mediante la coordinación del Ministerio de Cultura, el Sistema Español de Archivos está conformado por:
- El Sistema de Archivos de la Administración General del Estado y sus organismos públicos.
- Los sistemas archivísticos autonómicos, provinciales, locales.
- Los archivos de todo tipo de entidades públicas y privadas incorporadas al sistema mediante los correspondientes acuerdos y convenios.